# Цицкишвили, Заза
Заза Цицкишвили (груз. ზაზა ციცქიშვილი; род. 4 июля 1995, Рустави) — грузинский футболист, полузащитник казахстанского клуба «Атырау».

## Карьера
Футбольную карьеру начинал в составе клуба «Металлург» Рустави. 1 марта 2015 года в матче против клуба «Динамо» Зугдиди дебютировал в чемпионате Грузии.
7 июля 2019 года стал игроком грузинского клуба «Торпедо» Кутаиси. 11 июля 2019 года в матче против клуба «Ордабасы» дебютировал в Лиге Европы.
8 июля 2021 года перешёл в казахстанский клуб «Актобе». 11 июля 2021 года в матче против клуба «Акжайык» дебютировал в кубке Казахстана.
20 февраля 2025 года подписал контракт с казахстанским клубом «Атырау».

## Достижения
«Сабуртало»
- Обладатель кубка Грузии: 2023

## Клубная статистика
| Игровая карьера | Игровая карьера | Игровая карьера | Лига | Лига | Кубок | Кубок | Межд. | Межд. |
| --------------- | --------------- | --------------- | ---- | ---- | ----- | ----- | ----- | ----- |
| 2022            | Оскарсхамн      | В               | 15   | 0    | —     | —     | —     | —     |
| 2023            | Сабуртало       | А               | 29   | 2    | —     | —     | —     | —     |
| 2024            | Гагра (Тбилиси) | А               | 23   | 1    | 1     | 0     | —     | —     |
| 2025            | Атырау          | А               | —    | —    | —     | —     | —     | —     |